# Jonny Pasvolsky
Jonny Pasvolsky teljes nevén Jonathon Marc Pasvolsky (1972. július 26. Fokváros) ausztrál színész.

## Életrajza
Dél-Afrikában született, de Ausztráliában nőtt fel. Szülei orosz származásúak, 3 testvére van, köztük Steve Pasvolsky forgatókönyvíró, akit 2003-ban Oscar-díjra neveztek.
1999-ben végzett a Victorian College of the Artson. Kisebb sorozatszerepei voltak, mielőtt a McLeod lányai című sorozatban megkapta Rob Shelton/Matt Bosnich szerepét.

## Magánélete
2006 áprilisában vette feleségül Carolynt.
2008-ban született meg első gyermeke.

## Díjai
Az ausztrál Logie Awards-on: jelölt volt: 2006.-Legjobb év felfedezettje színész kategóriában

## Munkái
| év         | film                           | szerepe                  |
| ---------- | ------------------------------ | ------------------------ |
| 2002.      | Young Lions                    | Daniel Crane (2 rész)    |
| 2002.      | All Saints                     | John Paulos (1 rész)     |
| 2003.      | Farscape                       | Pennoch (3 rész)         |
| 2003.      | White Collar Blue              | Sal Olivato              |
| 2005.      | Still Life                     | Brian                    |
| 2005.      | Second Chance                  | Sharp                    |
| 2006.      | Macbeth                        | Lennox                   |
| 2005-2007. | McLeod lányai                  | Rob Shelton/Matt Bosnich |
| 2008.      | Hey Hey It's Esther Blueburger | Mr. Hooper               |

## Külső hivatkozások
- Jonny Pasvolsky a Facebookon
- Jonny Pasvolsky a PORT.hu-n (magyarul)
- Jonny Pasvolsky az Internetes Szinkronadatbázisban (magyarul)
- Jonny Pasvolsky az Internet Movie Database-ben (angolul)
- Jonny Pasvolsky a Rotten Tomatoeson (angolul)
- Jonny Pasvolsky hivatalos honlapja (archivált link)